# Gaius Popilius Laenas
Gaius Popilius Laenas war ein römischer Militärtribun, der im 1. Jahrhundert vor Chr. lebte. Er stammte aus Picenum, einer Landschaft in Mittelitalien, und war ein Freigelassener oder der Nachfahre eines solchen. Am 7. Dezember 43 v. Chr. tötete er den flüchtigen Marcus Tullius Cicero in einem bei Caieta gelegenen Waldstück.

## Leben
Cicero und Gaius Popilius Laenas waren miteinander persönlich bekannt gewesen. Cicero hatte den römischen Offizier einige Jahre zuvor als Rechtsanwalt in einem Strafverfahren verteidigt und trotz ungünstiger Beweislage einen Freispruch für ihn erwirkt. Der Klient sei laut der Behauptung späterer Deklamatoren des Mordes an seinem Vater angeklagt gewesen.
Gaius Popilius Laenas handelte auf Veranlassung des Marcus Antonius, der den einstigen Konsul der Römischen Republik ganz oben auf seine Proskriptionsliste gesetzt hatte, als dessen Handlanger. Unter der Mitwirkung eines Centurios namens Herennius wurde Cicero, als er auf der Flucht von den Bewaffneten eingeholt wurde und den Kopf aus seiner Sänfte streckte, enthauptet und seine Hände wurden ebenso vom Körper getrennt. Die Details des Hergangs der Ermordung des Redners werden in den verschiedenen erhaltenen antiken Berichten nicht ganz übereinstimmend geschildert. Laut Appian soll der Vorgang durch die Unerfahrenheit der Beteiligten äußerst brutal und dilettantisch durchgeführt worden sein. So habe Laenas drei Hiebe ausführen müssen, um Ciceros Kopf vom Rumpf zu schlagen. Auch Livius und Valerius Maximus bezeichnen Laenas als Mörder des Redners, Plutarch hingegen Herennius. Der Leichnam und die Extremitäten wurden nach Rom gebracht, wo sie bei den Rostra, auf dem Forum Romanum, öffentlich zur Schau gestellt wurden. Der Militärtribun soll, unter der Belobigung des Antonius, ein Standbild von sich neben dem abgeschlagenen Haupt errichten lassen haben.

## Rezeption
Gaius Popilius Laenas wird in den Quellen und in späterer Zeit, neben Octavian, als die personifizierte Undankbarkeit charakterisiert, der seinen einstigen Retter aus niederen Beweggründen gewissenlos hinrichtet, nur um sich den gegenwärtigen Machtinhabern anzubiedern. So soll er von sich aus opportunistisch an Antonius mit der Bitte um die Auftragzuteilung herangetreten sein.
Im historischen Roman Imperium des britischen Schriftstellers Robert Harris wird Gaius Popilius Laenas als ein unsympathischer, gewalttätiger Jugendlicher im Alter von 15 Jahren beschrieben. Ihm wird vorgeworfen, seinen Vater durch einen Augenstich mit einem metallenen Schreibgriffel getötet zu haben. Cicero, der den Angeklagten verteidigt, erreicht vor Gericht einen Freispruch, in dem Laenas der lebenslange Militärdienst zur Auflage gemacht wird. Die Ermordung Ciceros durch einen Centurio unter Popilius' Befehl schildert Harris am Schluss des Romans Dictator, des letzten Buches seiner Cicero-Trilogie.